# Nikka Graff Lanzarone
Nikka Graff Lanzarone (Los Ángeles; 20 de noviembre de 1983) es una actriz, cantante y bailarina estadounidense.

## Carrera
Graff se graduó en el Conservatorio de Boston con una licenciatura en Teatro Musical. Su primera actuación profesional después de su graduación fue en Peepshow, de Jerry Mitchell, en Las Vegas. Broadway vio su debut como Marisa en Mujeres al borde de un ataque de nervios, basada en la película de Pedro Almodóvar del mismo nombre. Su última actuación en Broadway fue en Chicago en el papel de la icónica Velma Kelly.
Nikka participó en la grabación del nuevo álbum del musical “The Unsinkable Molly Brown”, lanzado en 2020. Este proyecto fue realizado en colaboración con Transport Group y Music Theatre International.
Nikka dio voz a varios personajes en el pódcast “City of Ghosts”, una serie de audio de neo-noir sobrenatural sobre poder, corrupción y fantasmas.

## Créditos en Broadway
Broadway
- Chicago (2011)
- Mujeres al borde de un ataque de nervios (2010)

Off-Broadway
- Hello Again (2011)
- Seussical The Musical (2011)

## Filmografía

### Cine y televisión
| Título                       | Año  |
| ---------------------------- | ---- |
| Inventing Anna               | 2022 |
| La maravillosa Señora Maisel | 2018 |
| Divorce                      | 2018 |
| Unforgettable                | 2014 |
| Smash                        | 2012 |
| Outside the Box              | 2011 |
| Bandslam                     | 2009 |